# Kees Luijckx
Kees Luijckx (Beverwijk, 11 februari 1986) is een Nederlands voormalig profvoetballer die doorgaans in de verdediging speelde. Luijckx beëindigde zijn loopbaan nadat zijn aflopende contract bij Roda JC Kerkrade medio 2021 niet verlengd werd. 

## Clubcarrière

### AZ
Luijckx speelde in zijn jeugd voor het Castricumse Vitesse '22, waar zijn vader trainer was. Op zijn tiende, in de D'tjes van de amateurclub, werd hij gescout door AZ, waarna hij in de jeugdopleiding van de Alkmaarders terechtkwam. In de zomer van 2005 kreeg hij het bericht dat hij mee mocht trainen met de eerste selectie. Dat seizoen bleek de overgang naar de hoofdmacht echter nog te groot, en kon Luyckx dan ook nog niet zijn opwachting maken. Het daaropvolgende seizoen zat hij opnieuw bij de eerste selectie, maar weer kreeg hij geen kans om in actie te komen. Om die reden werd hij in de winterstop van 2006-2007 verhuurd aan Excelsior. Op zondag 21 januari maakte hij zijn debuut in het profvoetbal tegen Sparta Rotterdam.

### Verhuur aan Excelsior
Aan het eind van het seizoen, toen hij was uitgegroeid tot een basisspeler bij Excelsior, kwam hij in een ongemakkelijke positie terecht. Op de laatste speeldag speelde hij tegen "zijn" club AZ. Als AZ won was het kampioen, bij een ander resultaat zou PSV of Ajax er waarschijnlijk met de schaal vandoor gaan. De wedstrijd eindigde in een 3-2-overwinning voor Excelsior (waardoor PSV kampioen werd) en Luijckx speelde met het doel om te winnen. Dit kwam hem op veel negatieve reacties te staan, zowel van fans - via internetfora - als oud-medespelers als Stijn Schaars. In een later interview met Voetbal International gaf de Castricummer aan begrip te hebben voor de reacties, maar zich er niet veel van aan te hebben getrokken.

### Terugkeer bij AZ
In het seizoen 2008/2009 had Luijckx een moeilijke start bij AZ. Luijckx heeft zelfs getracht AZ te verlaten in de winterstop, maar door blessures van Niklas Moisander en Héctor Moreno werd hij plotseling toch basisspeler onder Louis van Gaal. Hij moest alleen wel op een andere plaats spelen dan normaliter, namelijk in de centrale verdediging.

### Verhuur aan ADO Den Haag
In het seizoen 2009/2010 kreeg Luijckx ook onder Ronald Koeman nauwelijks speeltijd. Ook op Dick Advocaat kon hij geen indruk maken en hij wilde vertrekken. NAC Breda wilde hem overnemen, maar had er in de winterstop geen geld voor. In de winterstop besloten ADO Den Haag, AZ en NAC Breda dat Luijckx eerst verhuurd zou worden aan ADO Den Haag en dat hij in het seizoen 2010/2011 voor NAC Breda zou gaan spelen.

### NAC Breda
Vanaf juli 2010 was Luijckx actief voor NAC Breda en kreeg hier rugnummer 7 toegewezen. Hier groeide hij in de loop der jaren uit tot een vaste basisspeler, als centrale verdediger. Luijckx speelde 91 competitiewedstrijden voor NAC Breda, hierin scoorde hij tien keer.

### Roda JC
Op 11 juli 2013 werd bekend dat Luijckx transfervrij overstapte naar Roda JC Kerkrade. Hij tekende bij Roda JC een driejarig contract. Met die club degradeerde hij op zaterdag 3 mei 2014 naar de Eerste divisie. Dankzij een clausule in zijn contract werd Luijckx transfervrij waardoor zijn verblijf in Kerkrade beperkt bleef tot 1 seizoen. Hij stapte over naar het Griekse Niki Volos.

### Niki Volos
Hier ondertekende Luijckx een contract voor twee seizoenen bij de club die werd getraind door Wiljan Vloet. Na één seizoenshelft werd zijn contract ongedaan gemaakt nadat de club in financiële moeilijkheden is geraakt. Zijn inbreng bleef beperkt tot 10 wedstrijden. Hierop kon hij een amateurcontract tekenen bij NAC Breda, dat hij naast zich neerlegde. Daarnaast liep hij stage bij het Engelse Birmingham City FC.

### Videoton FC
Luijckx tekende in februari 2015 een contract voor een half jaar bij Videoton FC, dat later werd verlengd tot medio 2017. Desondanks werd in augustus 2015 zijn contract ontbonden.

### Denemarken
Een maand later tekende Luijckx een contract voor een half jaar bij SønderjyskE. Hier tekende hij in december 2016 bij tot medio 2018. Hij verruilde in januari 2020 SønderjyskE voor Silkeborg IF. Daar liep zijn contract medio 2020 af.
Op 17 juli 2020 keerde hij transfervrij terug naar Kerkrade waar hij een jaar later zijn loopbaan beëindigde.

## Clubstatistieken
| Seizoen                    | Club             | Competitie        | Competitie | Competitie | Beker | Beker | Internationaal | Internationaal | Overig | Overig | Totaal | Totaal |
| Seizoen                    | Club             | Competitie        | Wed.       | Dlp.       | Wed.  | Dlp.  | Wed.           | Dlp.           | Wed.   | Dlp.   | Wed.   | Dlp.   |
| -------------------------- | ---------------- | ----------------- | ---------- | ---------- | ----- | ----- | -------------- | -------------- | ------ | ------ | ------ | ------ |
| 2006/07                    | AZ               | Eredivisie        | 0          | 0          | 0     | 0     | 0              | 0              | 0      | 0      | 0      | 0      |
| 2006/07                    | → SBV Excelsior  | Eredivisie        | 12         | 0          | 0     | 0     | 0              | 0              | 0      | 0      | 12     | 0      |
| 2007/08                    | AZ               | Eredivisie        | 0          | 0          | 0     | 0     | 0              | 0              | 0      | 0      | 0      | 0      |
| 2007/08                    | → SBV Excelsior  | Eredivisie        | 32         | 3          | 0     | 0     | 0              | 0              | 0      | 0      | 32     | 3      |
| 2008/09                    | AZ               | Eredivisie        | 15         | 0          | 2     | 0     | 0              | 0              | 0      | 0      | 17     | 0      |
| 2009/10                    | AZ               | Eredivisie        | 3          | 0          | 0     | 0     | 1              | 0              | 0      | 0      | 4      | 0      |
| 2009/10                    | → ADO Den Haag   | Eredivisie        | 16         | 2          | 0     | 0     | 0              | 0              | 0      | 0      | 16     | 2      |
| 2010/11                    | NAC Breda        | Eredivisie        | 29         | 3          | 4     | 1     | 0              | 0              | 0      | 0      | 33     | 4      |
| 2011/12                    | NAC Breda        | Eredivisie        | 29         | 3          | 0     | 0     | 0              | 0              | 0      | 0      | 29     | 3      |
| 2012/13                    | NAC Breda        | Eredivisie        | 33         | 4          | 3     | 0     | 0              | 0              | 0      | 0      | 36     | 4      |
| 2013/14                    | Roda JC Kerkrade | Eredivisie        | 28         | 2          | 3     | 0     | 0              | 0              | 0      | 0      | 31     | 2      |
| 2014/15                    | Niki Volos       | Super League      | 10         | 0          | 2     | 0     | 0              | 0              | 0      | 0      | 11     | 0      |
| 2014/15                    | Videoton FC      | Nemzeti Bajnokság | 7          | 0          | 2     | 0     | 5              | 0              | 0      | 0      | 14     | 0      |
| 2015/16                    | SønderjyskE      | Superligaen       | 20         | 1          | 3     | 1     | 5              | 0              | 0      | 0      | 28     | 2      |
| 2016/17                    | SønderjyskE      | Superligaen       | 16         | 2          | 1     | 0     | 1              | 0              | 8      | 0      | 25     | 2      |
| 2017/18                    | SønderjyskE      | Superligaen       | 24         | 6          | 2     | 1     | 0              | 0              | 9      | 1      | 36     | 8      |
| 2018/19                    | SønderjyskE      | Superligaen       | 24         | 2          | 1     | 1     | 0              | 0              | 8      | 0      | 33     | 3      |
| 2019/20                    | SønderjyskE      | Superligaen       | 20         | 0          | 1     | 0     | 0              | 0              | 3      | 0      | 24     | 0      |
| 2020/21                    | Roda JC Kerkrade | Eredivisie        | 34         | 4          | 0     | 0     | 0              | 0              | 2      | 0      | 36     | 4      |
| Totaal                     | Totaal           | Totaal            | 350        | 32         | 24    | 4     | 12             | 0              | 30     | 1      | 417    | 37     |
| Bijgewerkt tot 6 juli 2021 |                  |                   |            |            |       |       |                |                |        |        |        |        |

## Interlandcarrière

### Nationale jeugdteams
Luijckx doorliep verschillende nationale jeugdelftallen. Hij maakte deel uit van het Jong Oranje dat op het jeugdtoernooi in Toulon speelde. Op dit toernooi scoorde hij eenmaal; de 1–1 tegen Ghana. Voor de selectie van het EK onder 21 in 2007 viel hij af.

### Nederland onder 21
Op 10 oktober 2006 debuteerde Luijckx voor Nederland –21, in een vriendschappelijke wedstrijd tegen Denemarken –21 (2 – 1 verlies).
| Interlands van Kees Luijckx | Interlands van Kees Luijckx | Interlands van Kees Luijckx | Interlands van Kees Luijckx | Interlands van Kees Luijckx | Interlands van Kees Luijckx |
| №                           | Datum                       | Wedstrijd                   | Uitslag                     | Soort Wedstrijd             | Doelpunten                  |
| Als speler bij AZ           | Als speler bij AZ           | Als speler bij AZ           | Als speler bij AZ           | Als speler bij AZ           | Als speler bij AZ           |
| --------------------------- | --------------------------- | --------------------------- | --------------------------- | --------------------------- | --------------------------- |
| 1.                          | 10 oktober 2006             | Nederland – Denemarken      | 1 – 2                       | Vriendschappelijk           | 0                           |
| 2.                          | 22 augustus 2007            | ... – Nederland             | 0 – 1                       | Kwalificatie EK 2009        | 0                           |
| 3.                          | 7 september 2007            | Noorwegen – Nederland       | 0 – 1                       | Kwalificatie EK 2009        | 0                           |
| 4.                          | 12 oktober 2007             | Estland – Nederland         | 0 – 3                       | Kwalificatie EK 2009        | 0                           |
| 5.                          | 16 november 2007            | Nederland – ...             | 1 – 0                       | Kwalificatie EK 2009        | 0                           |
| 6.                          | 23 mei 2008                 | Nederland – Zwitserland     | 0 – 1                       | Kwalificatie EK 2009        | 0                           |
| 7.                          | 5 september 2008            | Nederland – Noorwegen       | 1 – 1                       | Kwalificatie EK 2009        | 0                           |

### Nederland beloften
Op 5 september 2006 debuteerde Luijckx voor Nederland beloften, in een vriendschappelijke wedstrijd tegen Indonesië –23 (3 – 1 winst).
| Interlands van Kees Luijckx | Interlands van Kees Luijckx | Interlands van Kees Luijckx | Interlands van Kees Luijckx | Interlands van Kees Luijckx | Interlands van Kees Luijckx |
| №                           | Datum                       | Wedstrijd                   | Uitslag                     | Soort Wedstrijd             | Doelpunten                  |
| Als speler bij AZ           | Als speler bij AZ           | Als speler bij AZ           | Als speler bij AZ           | Als speler bij AZ           | Als speler bij AZ           |
| --------------------------- | --------------------------- | --------------------------- | --------------------------- | --------------------------- | --------------------------- |
| 1.                          | 5 september 2006            | Nederland – Indonesië       | 3 – 1                       | Vriendschappelijk           | 1                           |
| 2.                          | 7 februari 2007             | Nederland – Denemarken      | 1 – 3                       | Vriendschappelijk           | 1                           |
| 3.                          | 23 maart 2007               | Nederland – Oekraïne        | 2 – 0                       | Vriendschappelijk           | 0                           |
| 4.                          | 1 juni 2007                 | Ghana – Nederland           | 1 – 1                       | Vriendschappelijk           | 1                           |
| 5.                          | 3 juni 2007                 | China – Nederland           | 2 – 1                       | Vriendschappelijk           | 0                           |
| 6.                          | 5 juni 2007                 | Nederland – Portugal        | 0 – 0                       | Vriendschappelijk           | 0                           |

## Erelijst
| Kampioen Eredivisie | 1x | 2008/09 |